# Chris Cain (guitariste)
Pour les articles homonymes, voir Chris Cain et Cain (homonymie).
Chris Cain, né le 19 novembre 1955 à San José (Californie), est un guitariste et chanteur de blues américain. Nommé plusieurs fois aux Blues Music Awards, il compte plus d'une douzaine d'albums à son actif.

## Biographie
Chris Cain est né le 19 novembre 1955 à San José (Californie)
. Son père, qui était passionné de blues l'a emmené voir son premier concert de B.B. King alors qu'il n'avait que trois ans. Chris s'est rapidement mis à étudier la guitare, ainsi que le piano, la basse, la clarinette et le saxophone. Il monte son premier groupe dans les années 1980, et commence à se produire à San José et dans les environs.
Il sort son premier album Late Night City Blues en 1987. Il est nommé l'année suivante une première fois aux Blues Music Awards. Au cours des décennies suivante, il enregistre onze autres albums, avant d'être à nouveau nommé aux Blues Music Awards en 2017 et 2018. En 2020, il signe avec le label Alligator Records qui publie l'année suivante son treizième album, Raisin' Cain. Chris Cain joue un blues électrique dans le style de Memphis, et son chant est profond et chaleureux

## Discographie
- 1987 : Late Night City Blues
- 1990 : Cuttin' Loose
- 1992 : Can't Buy a Break
- 1995 : Somewhere Along the Way
- 1997 : Unscheduled Flight
- 1998 : Live at the Rep
- 1999 : Christmas Cain: Blues for the Holidays
- 2001 : Cain Does King
- 2003 : Hall of Shame
- 2010 : So Many Miles
- 2016 : King of the Blues
- 2017 : Chris Cain
- 2021 : Raisin' Cain
- 2024 : Good Intentions Gone Bad